# Higher and Higher (The Moody Blues)
Higher and Higher is een rocklied geschreven door Graeme Edge. De drummer verzorgde met dit nummer het openingsnummer van het conceptalbum To Our Children's Children's Children van The Moody Blues.
Het album handelt over ruimtereizen en ging in cassettevorm mee op de vlucht van Apollo 15. Conform de opzet van de drie eerdere Moodies-albums begint het nummer (en dus ook het album) met een voorgedragen gedicht, waarin de stem van toetsenist Mike Pinder te horen is; hij is na de opening ook de zanger. Het staat te boek als de eerste complete compositie, die Edge bijdroeg aan het oeuvre van de Moodies. Eerdere gedichten van hem werden ook al door Pinder ingesproken. Het nummer laat voorts via geluidseffecten de start van een raketlancering, door Egde vergeleken met “ten billion butterfly sneezes”, horen. Edge haalde een citaat uit de filmmuziek van 2001: A Space Odyssey van György Ligeti. De zang van zanger en achtergrondkoor gaat daarbij steeds hoger.
Achteraf bleek dat de muziek van het nummer en album vanwege de instabiliteit van de gebruikte mellotron moeilijk was over te zetten naar de podia. Later kwamen samples van de mellotronklanken beschikbaar voor digitale synthesizers en kon het nummer vanaf 2003 regelmatig uitgevoerd worden. Edge kwam dan tijdens dat nummer achter zijn drumkit vandaan om het zelf te zingen. Met het overlijden van Edge in 2021 kwam een eind aan The Moody Blues.
Higher and Higher werd de titel van een verzamelalbum van artiesten die liedjes zongen van The Moody Blues. Het was in de Verenigde Staten ook enige tijd de titel van een fanclubblad over The Moody Blues.